# 鎮静

鎮静に頻用されるベンゾジアゼピン系薬剤ミダゾラムの3D分子模型

鎮静 (ちんせい、英: sedation)とは、一般に医療処置や診断処置を容易にするために、鎮静剤を投与して過敏性や興奮を抑えることである。

## 概要

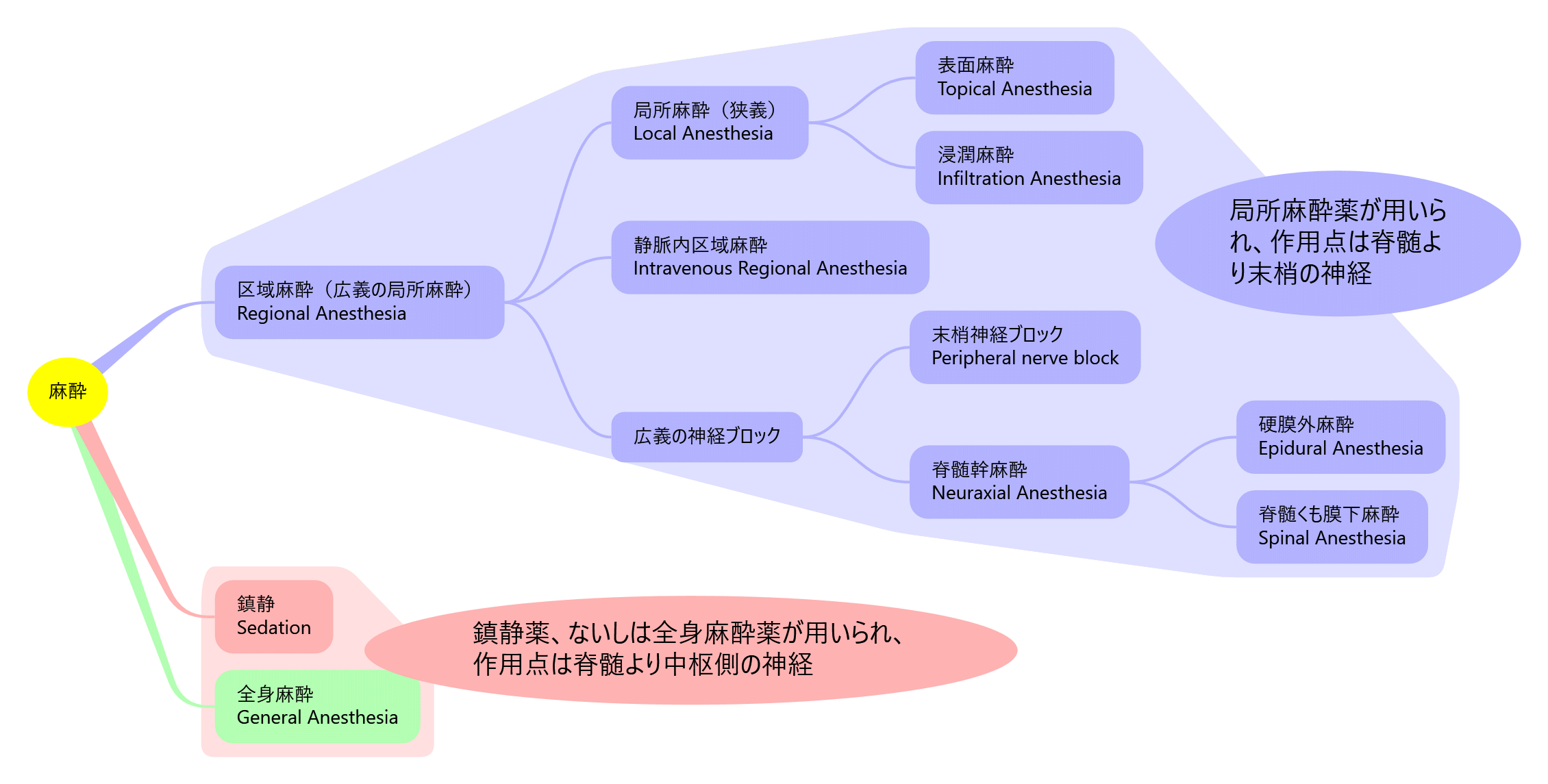
麻酔法の分類。局所麻酔薬と全身麻酔薬は作用点が異なる。鎮静と全身麻酔は麻酔の深さが異なる。

鎮静剤には、プロポフォール、ケタミン、ミダゾラムなどが含まれる。一般的には、高度な気道確保を伴わない「浅い」麻酔を鎮静と呼ぶ。近年は鎮痛の重要性が認識され、処置時の鎮静・鎮痛（英: procedural sedation and analgesia: PSA）という呼び名も普及しつつある。
一方、鎮静とはいわゆる麻酔の3要素（鎮静、鎮痛、筋弛緩）の1つである鎮静を意味する場合もある。この場合、特に全身麻酔における鎮静とは、意識消失（unconsciousness）と呼吸抑制、ないしは無呼吸を伴う深い鎮静であり、気管挿管などの高度な気道確保 （advanced airway management ）を必要とする。
「鎮静は全身麻酔に準ずる」と言われており、麻酔科医が担当することが望ましいが、日本だけでなく、世界でも全症例には対応できていない。麻酔科医が担当する場合は、監視下麻酔管理（英: Monitored anesthesia care: MAC）と呼ばれる。

## 適応
鎮静法は通常、内視鏡検査、精管結紮術、歯科治療などの小手術や、再建手術、一部の美容整形手術、親知らずの抜歯、不安感の強い患者が適応となる。歯科における鎮静法には、吸入鎮静（亜酸化窒素を使用）、経口鎮静法、静脈内鎮静法などがある。吸入鎮静は、英語圏では"relative analgesia"と呼ばれることもある。
鎮静剤は、集中治療室でも広く使用されており、人工呼吸を受けている患者が気管チューブを気管に留置されていることに耐えられるようにする。また、長時間の脳波検査を行う際にも、患者をリラックスさせるために使用されることがある。

## 危険性
手術に関連する合併症の40%から50%は鎮静剤が原因であると主張する研究がある。 気道閉塞、無呼吸、低血圧は鎮静中に起こることが珍しくなく、これらの問題を発見し管理するために適切な訓練を受けた医療従事者の存在が必要である。呼吸の抑制以外にも、意図しないレベルの鎮静、術後傾眠、誤嚥 、鎮静剤による副作用などのリスクもある。 また、手術の合併症として、穿孔、出血、反射性失神の誘発などが考えられる。鎮静のリスクを回避するために、医療従事者は徹底した鎮静前の評価を行い、このプロセスには、患者への潜在的リスクと困難気道（Difficult Airway）の可能性を示す判断材料に重点を置いた鎮静前の病歴と身体検査が含まれる。 このプロセスにより、鎮静期間を延長する必要があるか、追加の治療処置が必要かを明らかにすることもできる。

## 鎮静レベル
鎮静スケールは、医療現場において、病歴と合わせて患者の鎮静の程度を評価し、鎮静不足（患者が痛みや苦痛を感じる危険性）、過鎮静（呼吸抑制などの副作用があり、死に至る危険性）を避けるために使用される。
鎮静尺度の例としては、MSAT（ミネソタ鎮静評価ツール）、UMSS（ミシガン大学鎮静スケール）、ラムゼイスケール（Ramsay他、1974）、RASS（リッチモンド興奮鎮静スケール）などがある。
アメリカ麻酔科学会は、鎮静を次のように覚醒から全身麻酔まで、連続的なものとして定義している:
- 最小限の鎮静 - 言語刺激に対する通常の反応。
- 中等度鎮静 - 言語/触覚刺激に対して意図的に反応する。(これは通常「意識下鎮静」と呼ばれる）
- 深鎮静 - 繰り返しまたは痛みを伴う刺激に意図的に反応する。
- 全身麻酔 - 痛みを伴う刺激でも覚醒しない。

英国では、鎮静は軽度鎮静、中等度鎮静、深鎮静の3段階に分類されている。
前述の注意事項に加えて、治療中に合併症を引き起こす可能性のある他の疾患を患っていないかどうかを問診する必要がある。頭部、頸部、脊髄に病変がある場合は、特に注意する必要がある。

## 静脈内鎮静
成人に対する最も一般的な意識下鎮静法は、ミダゾラムを使用した静脈内鎮静法である。これは、静脈に針を刺して薬を投与する必要があり、用いられる針は静脈留置針とよぶ。
適応:
- 歯科治療に対する不安や恐怖心の軽減
- 侵襲的または長時間の歯科治療
- 咽頭反射のある患者
- 歯科治療のストレスにより悪化する可能性のある病状
- 特別なケア（軽度の知的または身体障害者）
- 筋弛緩作用によりその痙性を緩和し得る一部の障害

禁忌:
- 使用する鎮静薬の禁忌に該当する場合[19]